# Inge Magnusson
Inge Magnusson, död 1202, var en norsk tronpretendent.
Inge utgavs för att vara son till Magnus Erlingsson, hyllades av Sverre Sigurdssons motståndare baglerna som kung 1197, besegrades av Sverre men omkom först efter dennes död.